# The Dukes (band)
The Dukes was een Britse band.

## Bezetting
- Miller Anderson[2] (zang)
- Jimmy McCulloch[3] (gitaar)
- Ronnie Leahy[4] (toetsen)
- Charles Tumahai[5] (basgitaar)
- Martin Stone
- Nick Trevisick

## Geschiedenis
De band toerde met Wishbone Ash ter ondersteuning en namen een album op. De band werd spoedig ontbonden nadat McCulloch overleed aan een overdosis drugs.
The Dukes namen ook demo's op met Mick Taylor in 1976. Ze waren ook de achtergrondband voor Donovan tijdens een wereldtournee met Yes.

## Discografie

### Singles
- 1979: Hearts in Trouble

### Albums
- 1979: The Dukes